# Sunaristes japonicus
Sunaristes japonicus is een eenoogkreeftjessoort uit de familie van de Canuellidae. De wetenschappelijke naam van de soort is voor het eerst geldig gepubliceerd in 1986 door Ho.